# Lucas Reiber
Lucas Reiber (* 4. října 1993 Berlín) je německý herec.

## Životopis
V roce 2003 poprvé stál na divadelních prknech, a to jako chlapec Gavroche v muzikálu Bídníci. Od roku 2008 byl členem ansámblu divadla Friedrichstadtpalast, kde také získal vzdělání ve zpěvu, herectví a také taneční lekce. V letech 2008 až 2010 zde vytvořil též řadu divadelních rolí. V roce 2011 pokračoval v dalším studiu herectví a zpěvu.
V roce 2009 přišla jeho první filmová role v televizním filmu Sněhová bouře režiséra Petera Keglevice. Jeho prvním celovečerním snímkem byl film pro mládež s názvem Studentka ro(c)ku, kde se objevil po boku Marie Ehrich a Emilie Schüle v roli klávesisty Marca. Hudebníka si zahrál i v roce 2011, a to ve filmu Einer wie Bruno. Ve stejném roce ztvárnil mladého Marca Meiera v třetí sérii komediálního seriálu Deník doktorky, dospělou verzi hrál Florian David Fitz. Roli přebral po Antoinovi Brisonovi, který byl mladým Marcem v prvních dvou sériích.
Ve filmové komedii Fakjů pane učiteli 2 ztvárnil roli Etienna, chlapce trpícího Aspergerovým syndromem. Ze tuto roli získal Bavorskou filmovou cenu společně s Annou Lenou Klenke, Gizem Emre, Maxem von der Groebenem, Aramem Aramim a Jellou Haase.

## Filmografie
| Rok     | Název                                                  | Role                        | Poznámky                                                                                 |
| ------- | ------------------------------------------------------ | --------------------------- | ---------------------------------------------------------------------------------------- |
| 2010    | Studentka ro(c)ku                                      | Marc                        |                                                                                          |
| 2010    | Sněhová bouře                                          | Greg                        | televizní film                                                                           |
| 2010-12 | Krimi.de                                               | Tristan                     | televizní seriál, díly: „Netzangriff“ a „Falsche Liebe“                                  |
| 2011    | Deník doktorky                                         | mladý Marc Meier            | televizní seriál, vedlejší role ve třetí řadě                                            |
| 2011    | Klarer Fall für Bär                                    | Benjamin Bielmann           | televizní film                                                                           |
| 2011    | Klarer Fall für Bär - Gefährlicher Freundschaftsdienst | Benjamin Bielmann           | televizní film                                                                           |
| 2011    | Einer wie Bruno                                        | Benny Schmidtbauer          |                                                                                          |
| 2011    | Policie Hamburk                                        | Lukas                       | televizní seriál, díl: „Die ganze Wahrheit“                                              |
| 2011    | Kinderspiel                                            | Vannesin přítel             | krátký film                                                                              |
| 2011    | Warzenputtel                                           | Sid                         | krátký film                                                                              |
| 2012    | Lore                                                   | německý voják               |                                                                                          |
| 2012    | Für Elise                                              | Kai                         |                                                                                          |
| 2013    | Hotel Adlon                                            | Page Raphael                | televizní minisérie                                                                      |
| 2013    | Heldt                                                  | Manuel                      | televizní seriál, epizoda: „Gefährliches Spielzeug“                                      |
| 2013    | Zvláštní jednotka, Lipsko                              | Jolle Strand                | televizní seriál, díl: „Eiszeit“                                                         |
| 2013    | Starej                                                 | Lukas Kroesinger            | televizní seriál, díl: „Gestern ist nie vorbei“                                          |
| 2014    | Zwei mitten im Leben                                   | Henry                       | televizní film                                                                           |
| 2014    | Sprung ins Leben                                       | Sebastian Jäger             | televizní film                                                                           |
| 2014    | Herzensbrecher – Vater von vier Söhnen                 | Konstantin Bergers          | televizní seriál, díl: „Fahrerflucht“                                                    |
| 2014    | Beeke                                                  | Frieder                     | krátký film                                                                              |
| 2014-16 | Binny a duchové                                        | Niklas                      | televizní seriál, díly: „Auf's Pferd gekommen“, „Der Schulball“ a „Nachts beim Minigolf“ |
| 2015    | SOKO München                                           | mladý Boris Neubert         | televizní seriál, díl: „Sommer '94“                                                      |
| 2015    | Die Himmelsleiter                                      | Bruno Zettler               | televizní minisérie                                                                      |
| 2015    | Becks letzter Sommer                                   | Andy Shevantich             |                                                                                          |
| 2015    | Fakjů pane učiteli 2                                   | Etienne                     |                                                                                          |
| 2015    | Die Mutter des Mörders                                 | Matis                       | televizní film                                                                           |
| 2015    | O panně Mahuleně                                       | Peter                       | televizní film                                                                           |
| 2016    | Městečko Urbino: Mrtvá v paláci                        | Fabio Soltare               | televizní film                                                                           |
| 2016    | Verrückt nach Fixi                                     | Jannis                      |                                                                                          |
| 2016    | Club der roten Bänder                                  | Victor                      | televizní seriál, 4 díly                                                                 |
| 2017    | Fakjů pane učiteli 3                                   | Etienne „Ploppi“ Wagner     |                                                                                          |
| 2017    | Hanni & Nanni – Mehr als beste Freunde                 | Ole                         |                                                                                          |
| 2017    | Katie Fforde: Ztracené srdce                           | Anthony Cahill              | televizní film                                                                           |
| 2017    | Kriminalista                                           | Florian Friedland           | televizní seriál, díl: „Ztracený syn“                                                    |
| 2017    | Die Spezialisten - Im Namen der Opfer                  | Ulf Wiebold                 | televizní seriál, díl: „Der Gau“                                                         |
| 2017    | SOKO München                                           | Matti Fauser                | televizní seriál, díl: „Sieg in den Genen“                                               |
| 2017    | Krieg                                                  |                             |                                                                                          |
| 2017    | The Invisibles                                         | Jochen Arndt                |                                                                                          |
| 2019    | Abikalypse                                             | Tom                         |                                                                                          |
| 2020    | Silák Honza                                            | silák Honza                 | televizní film                                                                           |
| 2020    | O Vánocích                                             | Niklas                      | TV minisérie                                                                             |
| 2020    | Schneewittchen am See                                  | Lorenz Seibold              | TV film                                                                                  |
| 2021    | Ich bin Sophie Scholl                                  | Oti Aicher                  | TV seriál (4 epizody)                                                                    |
| 2022    | Srdeční záležitost                                     |                             |                                                                                          |
| 2022    | Zvláštní jednotka, Lipsko                              | Sascha Höfer (2 epizody)    | televizní seriál                                                                         |
| 2022    | Dům snů                                                | Wilhelm Ehrlich (3 epizody) | televizní seriál                                                                         |
| 2022    | Das Licht in einem dunklen Haus                        | Jan Kettler                 | televizní film                                                                           |
| 2024    | Rosamunde Pilcher                                      | David Johnson               | televizní seriál, díl: „Frühstück bei Tessa“                                             |
| 2025    | Správná dvojka                                         | Nils Makowski (4 epizody)   | televizní seriál                                                                         |
| 2025    | Die Stille am Ende der Nacht                           | Jan Kettler                 | televizní film                                                                           |

## Ocenění
| Rok  | Cena                      | Kategorie            | Dílo                   | Výsledek | Ref.  |
| ---- | ------------------------- | -------------------- | ---------------------- | -------- | ----- |
| 2016 | New Faces Awards, Německo | Herec                | Die Mutter des Mörders | vítěz    | [ 1 ] |
| 2016 | Bavorské filmové ceny     | Nejlepší mladý herec | Fakjů pane učiteli 2   | vítěz    | [ 1 ] |